# Diotima

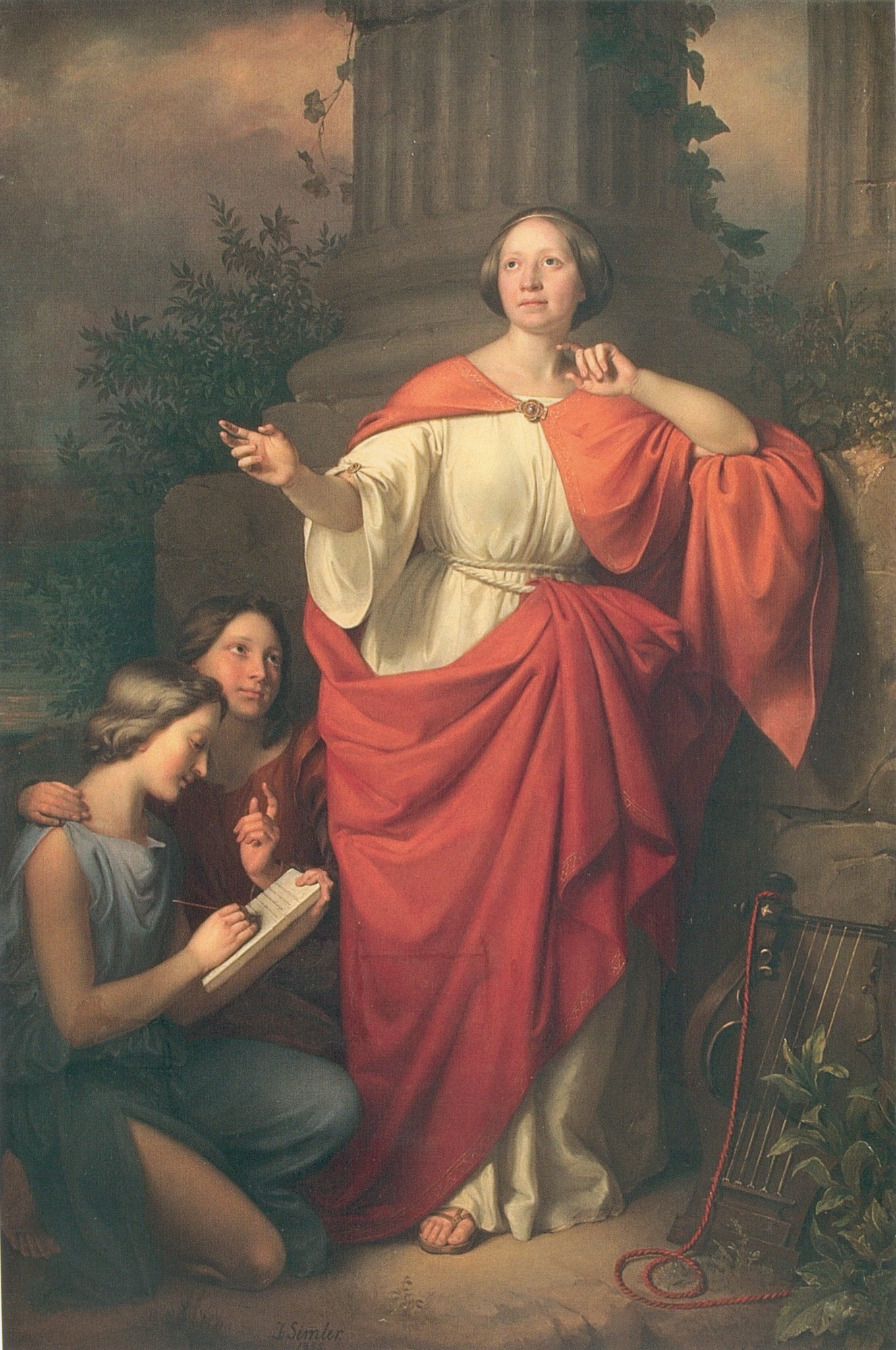
La poetessa Jadwiga Łuszczewska, che utilizzava il nome d'arte Diotima, in posa come l'antica veggente in un dipinto del 1855 di Józef Simmler.

Diotima di Mantinea (in greco antico: Διοτίμα?, Diotíma; Mantinea, V secolo a.C. – ...) è una figura magistrale e sapienziale di donna che Platone nel Simposio introduce come maestra di Socrate sul concetto dell'Eros.

## La maestra dell'Eros
Nel dialogo platonico, Socrate tratteggia la figura di Diotima come quella di una veggente o sacerdotessa che rese edotto, lui giovane, sulla filosofia dell'Eros. Socrate aggiunge anche che Diotima riuscì a ottenere che gli Dei posponessero di dieci anni la pestilenza che avrebbe colpito Atene.
Il logos pronunciato da Socrate durante il convito in onore di Agatone, modellato sull'insegnamento di Diotima, prende le mosse da quanto detto immediatamente prima da Aristofane, con la sua esposizione del mito dell'androgino, riguardante l'inadeguatezza e l'insufficienza che l'eros è in grado di svelare.

### Natura dell'eros
L'insegnamento maieutico di Diotima, come espresso dal discorso socratico, si focalizza sui profili teleologici dell'indagine conoscitiva circa la natura dell'eros.
Eros, infatti, non ha natura divina né mortale ma consiste in un'entità demonica, generata dall'unione di Pòros (la Ricchezza) e Penìa (la Povertà). Questa genesi accidentale simboleggia l'indole contraddittoria di Eros, nella cui natura convivono le tensioni che nascono dal bisogno e dalla mancanza (Penìa). Esse si compongono con la situazione di felicità connessa all'aspirazione a conoscere la bellezza, una condizione, quest'ultima, destinata, però, a rimanere uno stato di felicità solo potenziale: infatti, il possesso della bellezza, precluso agli esseri umani, è prerogativa esclusiva della natura pienamente divina; ma aspirare alla conoscenza, senza poterla possedere, è nella natura stessa della ricerca filosofica e rivela il senso, nell'ottica del sapere di non sapere, per cui l'eros, il cui oggetto è la sapienza, è da considerarsi filosofo.

### Teoria dell'eros
La teoria dell'eros di Diotima unifica e racchiude gli aspetti accidentali e accessori messi in luce dagli altri simposiasti e risolve la gerarchia delle diverse gradazioni ed espressioni che l'eros può assumere, riassumendola nell'idea iperuranica della bellezza in sé, eterna, sovrana, immutabile e intangibile al divenire. L'aspirazione alla bellezza è il fine stesso dell'esistenza e della felicità che deriva dalla ricerca del bene. Il logos socratico, e l'insegnamento di Diotima, giungono alle soglie della kalokagathia e del percorso che conduce alla bellezza. Ma a questo punto del dialogo non rimane spazio per altro. Entra in scena la vita esterna, e il compassato convito è destabilizzato dall'irrompere dionisiaco del komos di Alcibiade. La discussione sul difficile percorso che conduce alla bellezza è solo rimandata e si compirà nel Fedro.

### Amore platonico

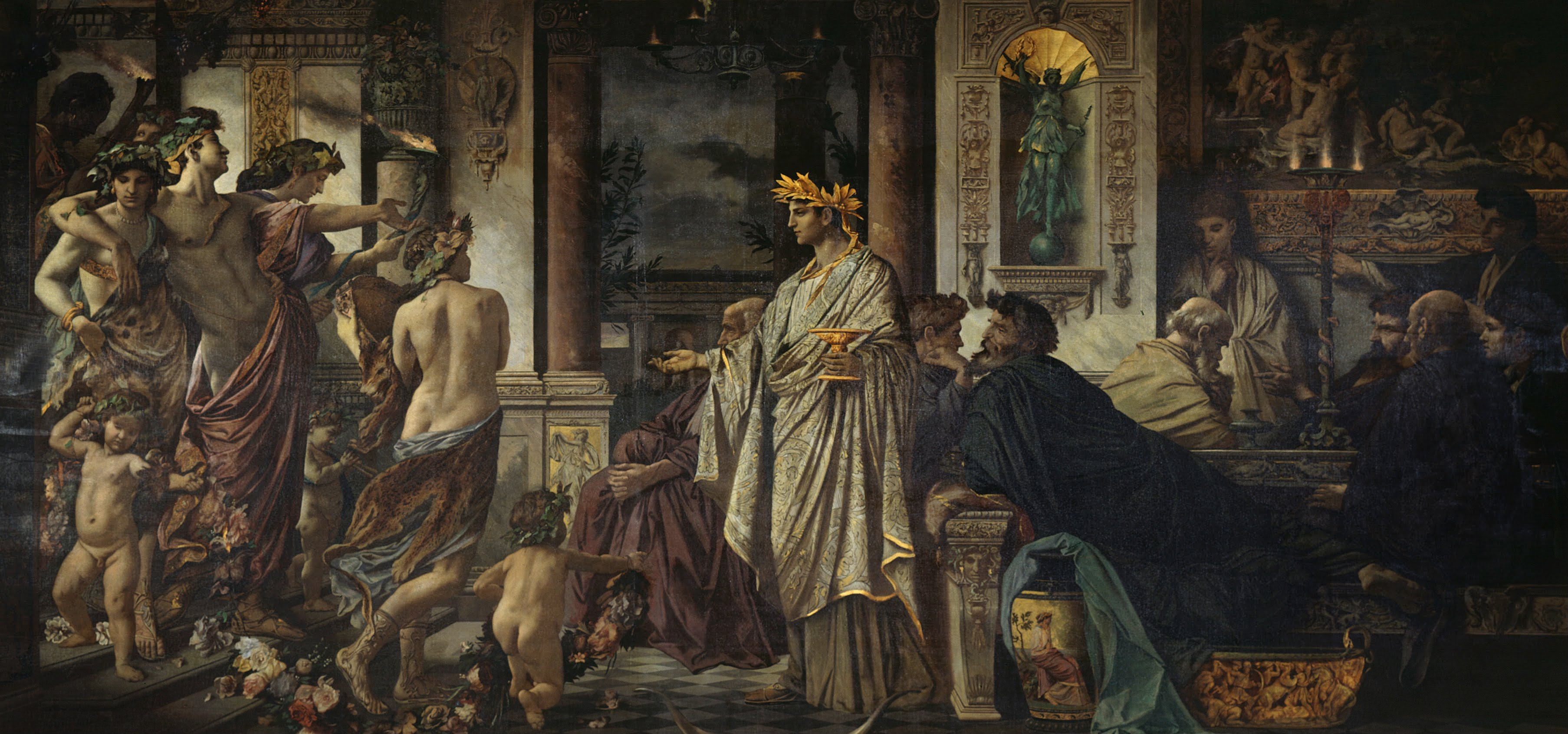
L'irruzione del corteo comastico di Alcibiade nel convito, nell'interpretazione artistica di Anselm Feuerbach (1873).

Qui è da ricordare la riflessione di chi, con fine annotazione, sottolinea come l'irruzione esterna dia lo spunto a Platone per l'esposizione della sua concezione di amore, servendosi delle parole e dell'agire scomposto dell'ebbro Alcibiade e grazie al ribaltamento del rapporto omoerotico implicato dalla sua dichiarazione d'amore per Socrate: qui, infatti, la tensione erotica che si esprime proviene dall'eromenos (il giovane e bello) e si rivolge all'erastès (l'anziano e brutto), realizzando l'antitesi della norma convenzionale della pederastia greca, che vuole la tensione indirizzata in senso opposto. Ma se è permesso un simile rovesciamento delle convenzioni, è solo perché, a questo punto del dialogo, ci si trova immersi nell'ottica della perfetta intellettualizzazione del rapporto erotico: l'invaghimento puramente intellettuale del giovane per il Bello in sé.

## La storicità di Diotima
Poiché la nostra unica fonte è Platone, non possiamo essere certi se si trattasse di un personaggio storico o invece di una creazione letteraria. Occorre tuttavia notare che i personaggi nominati nei dialoghi platonici hanno quasi sempre trovato una corrispondenza nella vita reale della società ateniese del tempo.
Si è spesso ritenuto, da parte degli studiosi del XIX e XX secolo, che la figura di Diotima adombrasse in realtà quella di Aspasia, dapprima concubina e poi moglie di Pericle, tanto egli era colpito dall'intelligenza e dall'arguzia della donna milesia. La questione non è ancora del tutto risolta ma qualche studioso ha argomentato, in maniera convincente, la storicità della figura di Diotima.

## Iconografia
La sua figura è forse riconoscibile in una scena da un rilievo frammentario conservato nel Museo Archeologico Nazionale di Atene, databile alla seconda metà del V secolo a.C., nel quale è effigiata una sacerdotessa che procede verso sinistra, raffigurata di tre quarti, recando un oggetto nella mano sinistra (forse il fegato divinatorio). Il bassorilievo è completamente mutilo della testa della donna, di parte del braccio destro, e di quasi tutto l'albero che chiude sulla sinistra la scena (una palma). 
Alcuni studiosi hanno proposto la sua identificazione in una figura femminile (più probabilmente Aspasia di Mileto) raffigurata in compagnia di Socrate, su un rilievo bronzeo conservato al Museo Archeologico Nazionale di Napoli, qualora si interpreti come benda sacerdotale l'oggetto da lei recato in mano.

## Calchi nominali e pseudonimi
La suggestione emanante da Diotima ha fatto sì che il suo nome, analogamente a quanto successo per quello di Aspasia, sia stato spesso usato come pseudonimo o attribuito a progetti artistici o filosofici, riviste, saggi, ecc.
- La scrittrice polacca Jadwiga Łuszczewska (1834-1908) usò il nome d'arte Diotima (Deotyma).
- Friedrich Hölderlin usò il nome d'arte Diotima come pseudonimo dietro cui celare l'identità della scrittrice Susette Borkenstein Gontard (1769-1802), che lo aveva ispirato alla scrittura del romanzo Hyperion. In quest'opera epistolare, l'Io narrante è Hyperion, un eroe che si batte per la libertà di una Grecia oppressa dalla dominazione turca. Egli indirizza la sua corrispondenza agli amici Diotima e Bellarmin.
- Luigi Nono ne usò il nome come parte di un titolo in una delle sue più importanti composizioni, Fragmente-Stille, an Diotima, per quartetto d'archi, includendovi citazioni tratte dalle lettere di Hyperion a Diotima, dell'opera di Hölderlin.
- Diotima è il soprannome dato da Ulrich a Hermine, una delle protagoniste femminili de L'uomo senza qualità di Robert Musil.
- In suo onore è stato chiamato con il suo nome l'asteroide 423 Diotima, scoperto il 7 dicembre del 1896.